# Eiao
Eiao (marques. ʻEiao, alte Namen: Hiau (Krusenstern), Knox (Ingraham), Masse (Marchand), Roberts (Hergest), New York (Fanning)) ist eine unbewohnte Insel in der Nordgruppe der Marquesas im südöstlichen Pazifischen Ozean. Sie gehört politisch zu Französisch-Polynesien.

## Geografie und Geologie
Eiao ist der Rest des Kraterrandes eines längst versunkenen Vulkanes, wie sich aus der Luft an der halbmondförmigen Gestalt der Insel gut erkennen lässt. Die Eruptivgesteine haben ein Alter von 6,33 bis 4,99 Millionen Jahre.
Die 13 Kilometer lange und 3,5 Kilometer breite Insel wird von Nordost nach Südwest von einem Höhenrücken durchzogen, der sich bis auf 576 m über den Meeresspiegel erhebt. Der größte Teil der Inseloberfläche besteht aber aus einer nur spärlich bewachsenen Hochebene, dem Tohuanui-Plateau, auf der die Erosionsschäden unübersehbar sind. Höchster Gipfel ist der Moukatiketike mit 578 Metern. Ein weiterer Gipfel ist der Tohuanui mit 550 Metern.
Die besonders im Norden stark zerklüftete Küste ist geprägt von steilen Kliffs, die sich unmittelbar aus dem Meer erheben und stellenweise über 200 m senkrecht abfallen. Zugang gewährt nur die im Norden liegende Vaituha-Bucht. Ein schützendes Korallenriff und eine Küstenebene fehlen. Eiao hat keine ständig fließenden Oberflächengewässer. Obwohl die Insel zu den regenärmsten der Marquesas zählt – Eiao ist zu niedrig, um von der Feuchtigkeit der Passatwinde nennenswert zu profitieren – bilden sich bei Starkregen an zahlreichen Stellen reißende Bäche, die sich in die Buchten ergießen und die Reste fruchtbarer Böden forttragen.
Die nächstgelegene Insel ist das nur fünf Kilometer entfernte, ebenfalls unbewohnte Hatutu. Die nächste bewohnte Insel ist Nuku Hiva, rund 100 Kilometer im Südosten.

## Flora
Die von den Europäern im frühen 20. Jahrhundert ausgesetzten, mittlerweile verwilderten Schafe, Ziegen und Schweine haben an der Flora der Insel verheerende Schäden angerichtet. Außerdem hat man – mit wenig Erfolg – versucht Kokosnussplantagen anzulegen. Von der ursprünglichen Bewaldung des Hochplateaus ist daher kaum etwas erhalten. Der einstmals dichte Mischwald bestand wahrscheinlich aus Pisonia, Hibiskus, Pandanus, Thespesia und großen Ficus. Obwohl die verwilderten Tiere mittlerweile stark reduziert wurden, wachsen auf dem Hochplateau nur kleine Baum- und Buschgruppen oder einzelstehende Bäume von Pisonia grandis und Pandanus. Der größte Teil des Plateaus ist entweder arid oder mit robusten Gräsern bedeckt. In den etwas feuchteren, für die Tiere nur schwer erreichbaren Schluchten und Spalten haben sich niedrig wachsende Seifenbäume (Sapindus saponaria), Cordia subcordata, Korallenbäume (Erythrina variegata) und Premna angesiedelt. Die steilen Kliffs sind nur stellenweise bewachsen mit Helitropen und Süßgräsern der Gattung Leptochloa.

## Fauna
Über die Fauna des selten besuchten Eiao gibt es kaum Veröffentlichungen, die meisten zoologischen Forschungsarbeiten über die Marquesas klammern die artenarme Insel aus. 1929/30 untersuchte eine insgesamt fünfzehn Monate dauernde Expedition des Bernice P. Bishop Museums die Landfauna der Marquesas-Inseln und besuchte dabei auch Eiao. Der Schwerpunkt der Forschung lag bei den Wirbellosen. Bereits damals war der Bewuchs weitgehend zerstört, was das Aussterben eines Großteils der altheimischen Fauna zur Folge gehabt haben dürfte.
Heuschrecken der Art Patanga pinchoti kamen in großer Zahl vor und zwei Arten von endemischen Zikaden sind gefunden worden. Von den auf den Marquesas weit verbreiteten Rüsselkäfern (Curculionidae) gab es mehrere Arten. Bemerkenswert ist, dass auf Eiao, das nur wenige, kleine und jahreszeitlich trocken fallende Wasserlöcher aufweist, auch die zu den Kriebelmücken (Simuliidae) gehörenden, blutsaugenden Nono-Fliegen vorkommen, wenn auch in weit geringerer Zahl als auf dem tropisch-feuchten Nukuhiva.
Von Eiao sind nur zwei endemische Landvogelarten bekannt. Der Eiao-Fleckenmonarch (Pomarea fluxa) wurde 1929/30 noch beobachtet, ist mittlerweile aber ausgestorben. Der Eiao-Rohrsänger (Acrocephalus mendanae aquilonis) ist extrem bedroht oder ebenfalls bereits ausgestorben.

## Geschichte
Eiao war, wie sich aus zahlreichen archäologischen Funden erkennen lässt, nicht immer unbewohnt. Im Gegensatz zu den anderen Inseln der Marquesas scheint die Insel allerdings in voreuropäischer Zeit nur von einem einzigen Stamm besiedelt worden zu sein, den als sehr kriegerisch beschriebenen Tuametaki, einer Seitenlinie eines Stammes von der Insel Nuku Hiva.
1929 besuchte der US-amerikanische Anthropologe Ralph Linton die Insel und nahm eine archäologische Exploration der Oberfläche vor. Er fand deutliche Spuren menschlicher Besiedlung. In der Bucht von Vaitahu hat es offenbar in prähistorischer Zeit ein Dorf gegeben, wie aus Resten mehrerer Wohnplattformen (paepae) zu erkennen war. Weitere Wohnplattformen und Erdöfen fand Linton auf dem nördlichen Teil des Hochplateaus. Auf der Südseite entdeckte er – direkt an der Steilküste mit Blick auf das Meer – die Reste einer gepflasterten Zeremonialplattform mit einem großen, ausgehöhlten Stein in der Mitte.
Seit 1987 beschäftigt sich der französische Archäologe Michel Charleux mit Eiao. Während mehrerer Grabungskampagnen hat er überall auf dem Hochplateau regelrechte Werkstätten für die Herstellung von Steinwerkzeugen gefunden. Der feinkörnige, sehr harte Basalt von Eiao eignete sich besonders gut zur Herstellung von Äxten und Dexeln, die die polynesischen Ureinwohner nach neuesten Erkenntnissen auf andere, zum Teil weit entfernte Inseln exportierten. Werkzeuge aus dem Basalt von Eiao gelangten im 12. bis 15. Jahrhundert n. Chr. bis zu der 1.400 Kilometer entfernten Insel Moorea und auf das 2.000 Kilometer entfernte Mangareva. Offenbar wurde der Handel über die große und dicht besiedelte Insel Nukuhiva abgewickelt.
Bei Ausgrabungen im Jahr 2008 fand Charleux sorgfältig polierte, bikonvexe Steinscheiben von 5 bis 8 cm Durchmesser. Sie glichen den Spielsteinen für das bei den Ureinwohnern Hawaiis sehr beliebte Mannschaftsspiel „ulu maika“, ein sportlicher Wettbewerb, der den Mitgliedern der Aristokratie vorbehalten war. Da diese Steine bisher auf keinem anderen Archipel Polynesiens gefunden wurden, könnten sie als Beleg für eine direkte Seeverbindung in voreuropäischer Zeit zwischen Eiao und dem über 4.000 km entfernten Hawaii-Archipel gelten.
1791 entdeckte der US-amerikanische Kapitän und Fernhändler Joseph Ingraham Eiao für die westliche Welt. Er segelte am 17. September 1790 mit seiner Brigantine Hope von Boston ab, zu einer Handelsreise nach Kanton in China. Im Januar 1791 ging er auf der bereits von Alvaro de Mendaña de Neyra 1595 entdeckten Südgruppe der Marquesas an Land. Am 19. April 1791 segelte er von Hiva Oa in Richtung Nord-Nordwest und sah am 21. April die Insel Eiao, die er nach dem aus Boston stammenden General Henry Knox „Knox-Island“ taufte. Ingraham erkundete die Insel jedoch nicht näher und ging nicht an Land.
Wahrscheinlich war Eiao bereits damals unbewohnt. Lieutenant Richard Hergest, der Kapitän des Versorgungsschiffes Daedalus der Vancouver-Expedition, landete ein Jahr später, Anfang April 1792, auf Eiao, fand aber schon keine Bewohner mehr vor, lediglich eine verlassene Hütte und einen Begräbnisplatz.:25
Eiao wurde am 2. Juni 1842 französisches Protektorat, als Konteradmiral Abel Aubert Dupetit-Thouars die Inseln der Nordgruppe der Marquesas in Taiohae auf Nuku Hiva für Frankreich in Besitz nahm.
Mit Gesetz vom 8. Juni 1850 über die Deportation politischer Gefangener wurden zwischen 1850 und 1854 Personen auf die Marquesas abgeschoben, die „Angriffe“ auf den Kaiser und den französischen Staat begangen hatten. Auf Eiao befanden sich jedoch nur drei Sträflinge und das nur für kurze Zeit.:17
Von 1962 bis 1963 lebte der französische Fernsehjournalist Georges de Caunes mit seinem Hund Eder in einer selbstgewählten Robinsonade auf Eiao und philosophierte im Radio über seine Gedanken und Erlebnisse.
Für die französischen Atomtests auf Mururoa und Fangataufa errichtete das Militär auf mehreren peripheren Inseln Beobachtungsstationen, u. a. auch auf Eiao. Die Reste der zwischen 1996 und 1998 nur zeitweilig bemannten Militärbasis „Sophie“ befinden sich heute noch auf dem Tuhuanui-Plateau.
Heute gehört die Insel politisch zu Französisch-Polynesien und gehört zur commune associée Taiohae der Gemeinde Nuku Hiva. Seit 1992 ist Eiao ein Naturreservat und darf nur mit behördlicher Erlaubnis betreten werden.

## Bildergalerie

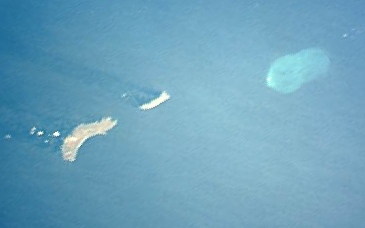
Satellitenbild mit Eiao im Westen sowie Hatutu und Motu One weiter östlich
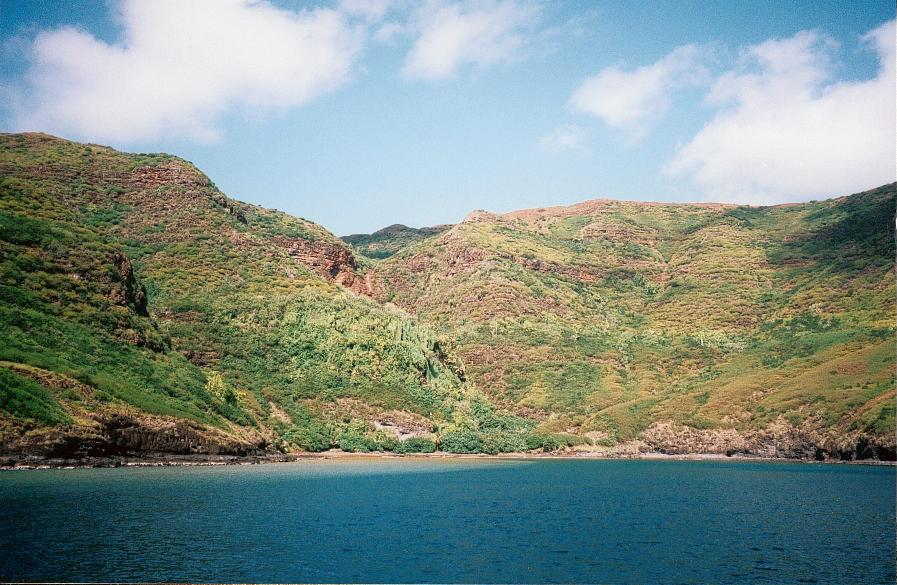
Westküste Eiaos
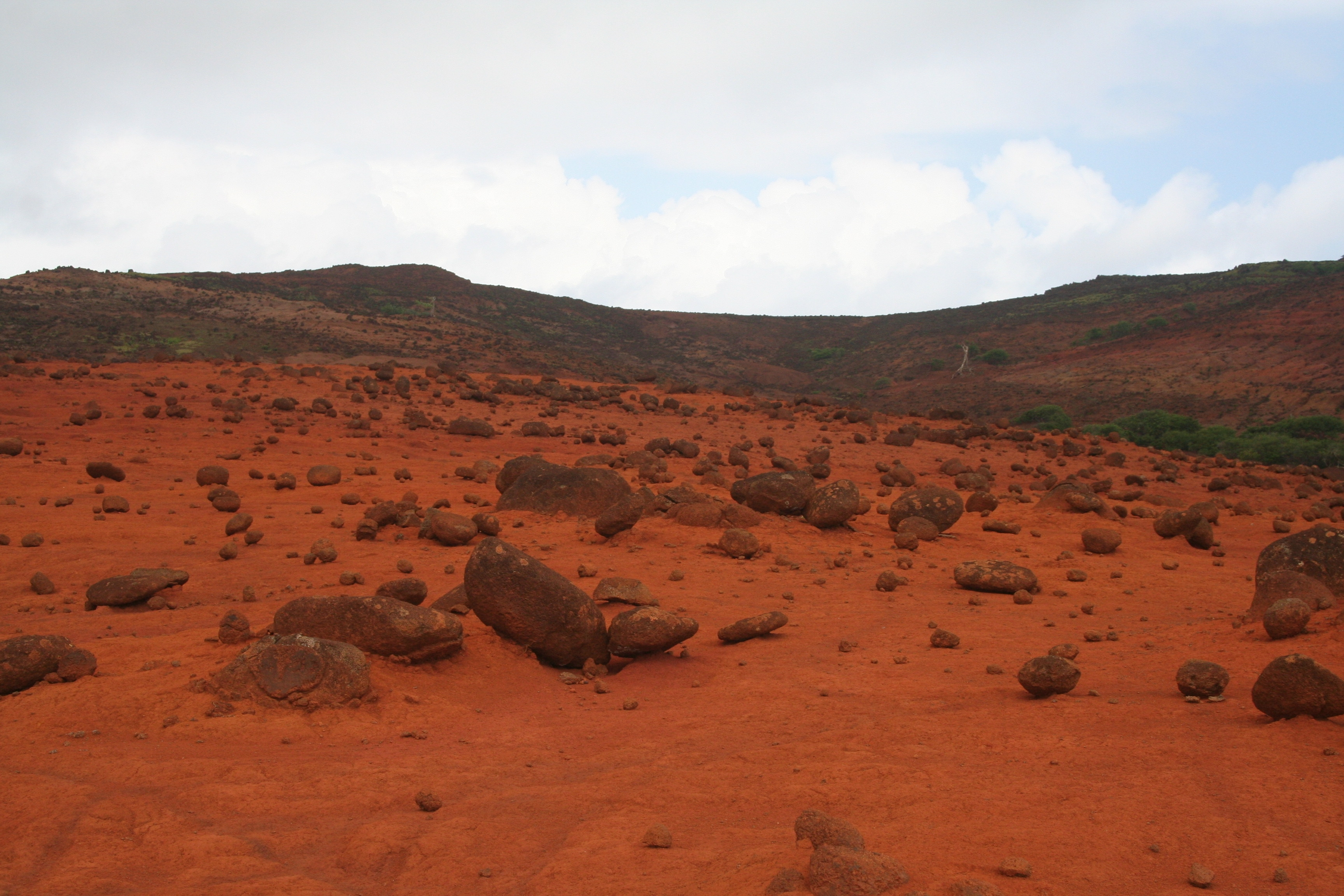
Erosion
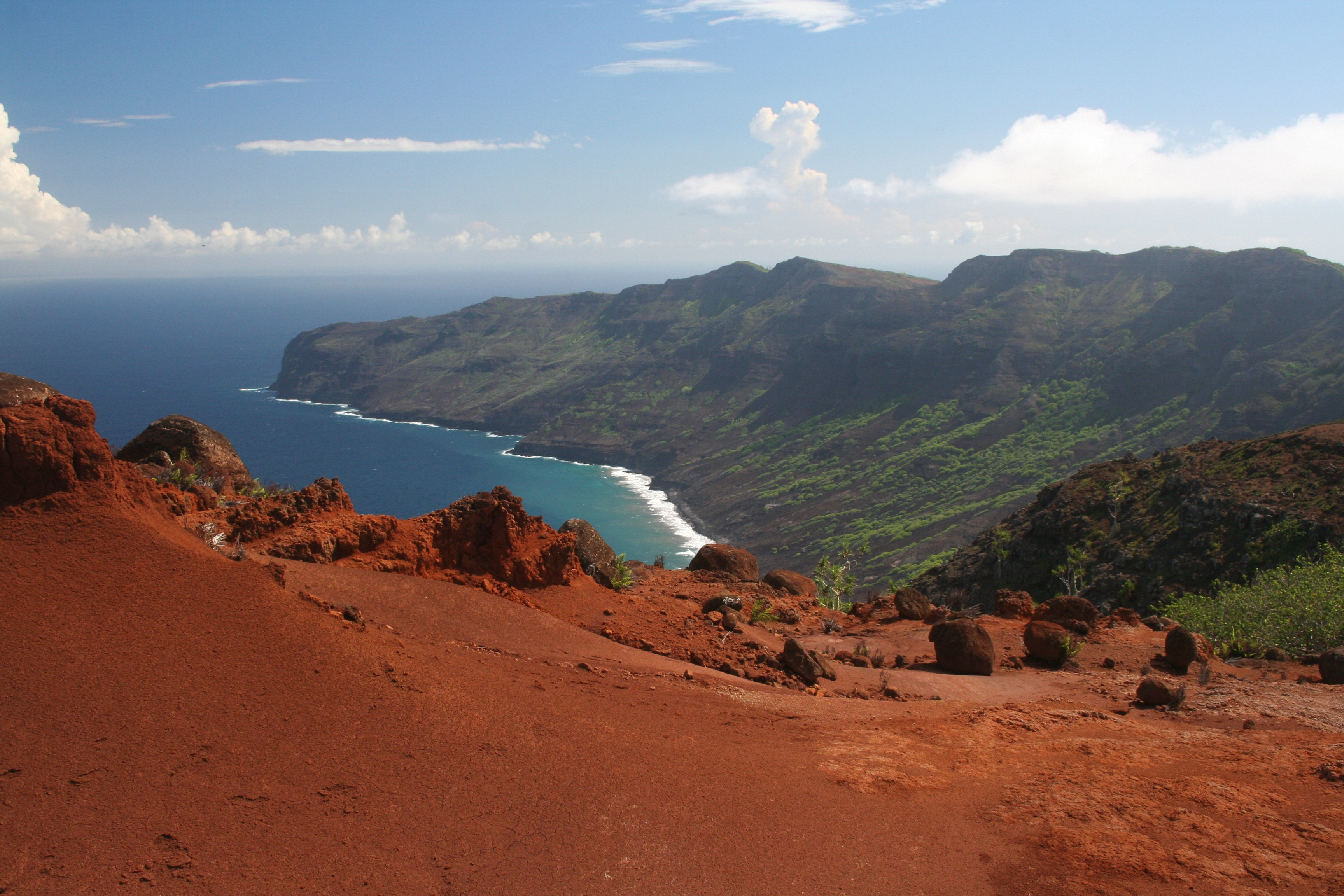
Vaituha-Bucht, im Vordergrund Erosionsschäden auf dem Hochplateau